# 喀喇沁左翼蒙古族自治县
喀喇沁左翼蒙古族自治县，通称喀左县、喀喇沁县，是辽宁省朝阳市下辖的一个蒙古族自治县。面积2232平方公里，县人民政府驻大城子镇。

## 历史
喀左县历史悠久，历史上长期为塞外游牧民族的牧场，民族文化源远流长。明初，县境本属大宁都司，宣德、正统以后朵颜卫南下此地，首领为名将者勒蔑的后裔。嘉靖以后，喀喇沁部在俺答汗弟昆都力哈统领下从滦河上游向东扩展，朵颜卫大部分被其役属，二部混合後亦号喀喇沁。后金天聪三年（1629年），喀喇沁部归附皇太极；清顺治五年（1648年）设喀喇沁左翼旗，属卓索图盟。在清代，今喀左县境大部归喀喇沁左翼旗。乾隆三年（1738年），在旗境内置塔子沟厅，乾隆四十三年（1778年），改塔子沟厅为建昌县，开始实行蒙汉分治。民国初年，该地划归热河特别区（后改省）。1914年将建昌县改为凌源县。1931年分设凌南县。满洲国治下，1937年凌源、凌南二县合并为建昌县；1940年撤销建昌县，将喀喇沁左翼旗改为喀喇沁左旗，统归喀喇沁左旗管辖。
1946年8月，成立喀喇沁左旗人民政府，从此结束了旗县并存的历史。1949年，旗政府由南公营子迁至大城子，1953年设建制镇，1957年10月，国务院58次会议通过决议，撤消喀喇沁左旗建制。热河省建制撤销后，1955年起划归辽宁省朝阳地区。1958年4月1日，成立喀喇沁左翼蒙古族自治县。

## 行政区划
喀喇沁左翼蒙古族自治县下辖2个街道办事处、14个镇、5个乡：
大城子街道、利州街道、南公营子镇、山嘴子镇、公营子镇、白塔子镇、中三家镇、老爷庙镇、六官营子镇、平房子镇、十二德堡镇、羊角沟镇、兴隆庄镇、甘招镇、东哨镇、水泉镇、尤杖子乡、草场乡、坤都营子乡、大营子乡、卧虎沟乡和国营官大海农场。

## 人口
根据（辽宁省）朝阳市第七次全国人口普查公报：喀左县常住人口为346133人，男性人口占比50.79%，女性人口占比49.21%，年龄结构中0-14岁占比14.63%，15-59岁占比60.4%，60岁以上占比24.97%，65岁以上占比16.26%。

## 城市风景
- 喀喇沁左翼蒙古族自治县风景
- 喀喇沁左翼蒙古族自治县风景
- 喀喇沁左翼蒙古族自治县风景
- 喀喇沁左翼蒙古族自治县风景
- 喀喇沁左翼蒙古族自治县风景
- 喀喇沁左翼蒙古族自治县风景
- 喀喇沁左翼蒙古族自治县风景

## 文化特产

### 国家级非物质文化遗产
国家级非物质文化遗产：喀左东蒙民间故事

### 中国地理标志产品
中国地理标志产品：喀左紫砂、喀左陈醋。

## 交通
- 京哈客运专线喀左站
- 长深高速、 赤绥高速（建设中）
- 101国道、 306国道、 207省道、 225省道